# Mount Analogue
Mount Analogue ist ein markanter und 3170 m hoher Berg im westantarktischen Marie-Byrd-Land. Im Watson Escarpment ist er die höchste Erhebung eines Gebirgskamms, der vom Phleger Dome des Stanford-Plateaus in den Horlick Mountains nach Norden verläuft.
Der Berg wurde zwischen 1977 und 1978 im Rahmen des United States Antarctic Research Program von einer Gruppe Geologen der Arizona State University unter der Leitung von Edmund Stump (* 1946) erkundet. Stump benannte ihn nach dem mythischen Berg aus der Novelle Le Mont Analogue des französischen Schriftstellers René Daumal.